# Жарсор
Жарсор (каз. Жарсор) — пересыхающее озеро в Карабалыкском районе Костанайской области Казахстана. Находится в 20 км к юго-востоку от села Михайловка и в 3 км к западу села Тастыозек.
По данным топографической съёмки 1958 года, площадь поверхности озера составляет 4,59 км². Наибольшая длина озера — 2,9 км, наибольшая ширина — 2,4 км. Длина береговой линии составляет 11,2 км, развитие береговой линии — 1,46. Озеро расположено на высоте 221 м над уровнем моря.